# Mückenfresser

Das Verbreitungsgebiet der Mückenfresser in Mittel- und Südamerika

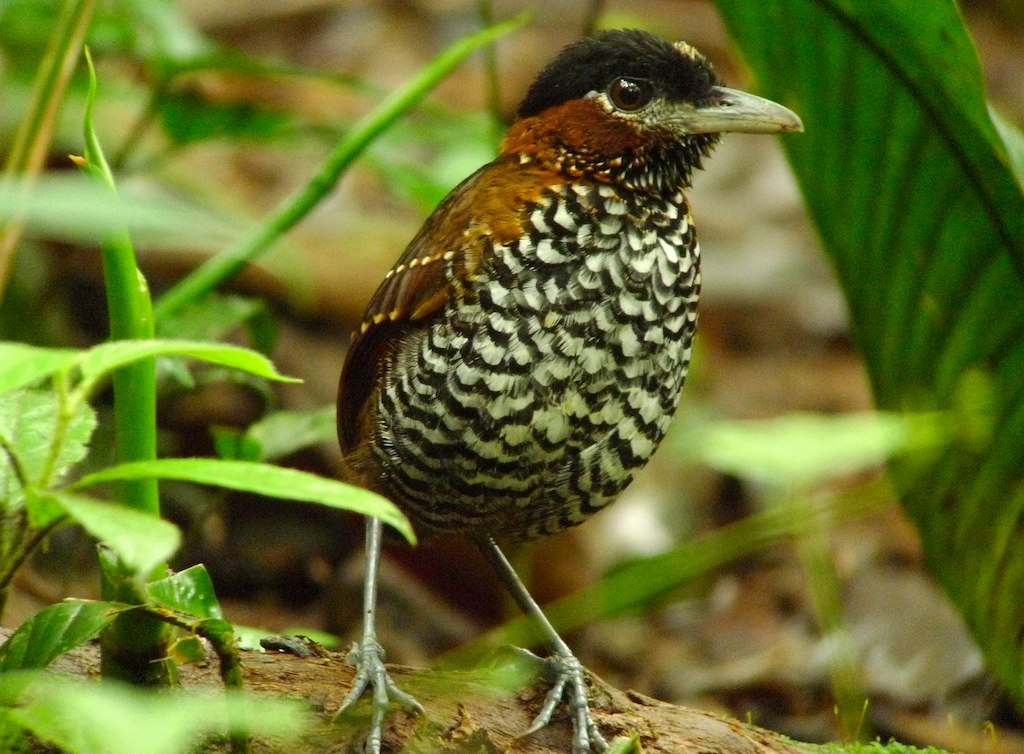
Schwarzscheitel-Mückenfresser (Pittasoma michleri)

Die Mückenfresser (Conopophagidae) sind eine Familie in der Ordnung der Sperlingsvögel (Passeriformes).  Das Verbreitungsgebiet der Mückenfresser befindet sich im östlichen Mittel- und im nördlichen und mittleren Südamerika. Eine nähere Verwandtschaft besteht zu den Bandvögeln (Melanopareiidae) und den Ameisenvögeln (Thamnophilidae).

## Merkmale
Mückenfresser sind kleine bis mittelgroße Vögel mit einem rundlichen Körper, einem relativ großen Kopf und kurzem, dicken Hals. Ihre Flügel sind kurz bis mittellang und am Ende abgerundet; der Schwanz ist kurz. Beine und Zehen sind lang. Der Schnabel ist kurz mit einem kleinen scharfen Haken an der Spitze. Das Gefieder der Vögel ist in der Regel erdfarben bräunlich oder grau. Oft ist ein farbig abgesetzter Überaugenstreifen vorhanden.

## Lebensraum und Lebensweise
Mückenfresser leben im Unterholz von Tiefland- und Bergregenwäldern und ernähren sich vor allem von kleinen Insekten (kleiner als 5 mm). Selten werden auch größere Insekten, kleine Wirbeltiere oder Früchte gefressen. Die Beutetiere werden vor allem an Baumstämmen und auf niedrig liegenden Ästen gesucht. Selten entfernen sich die Vögel mehr als einen Meter vom Erdboden. Mückenfresser sind wahrscheinlich monogam und beide Eltern beteiligen sich an der Jungenaufzucht. Das Nest wird in der Nähe des Erdbodens errichtet und besteht aus großen Blättern, Flechten, kleinen Wurzeln und Zweigen. Für den Nestbau werden bevorzugt schwärzliche Wurzeln und Flechten ausgesucht. Das Gelege besteht aus zwei Eiern. Nur in einem Fall ist eine Brutdauer dokumentiert worden. Sie betrug 12 Tage. Die Jungvögel verlassen das Nest nach etwa 18 Tagen und werden danach noch über einen Monat lang von den Eltern gefüttert.

## Arten
Zur Familie gehören die  Gattung Conopophaga mit zehn Arten sowie die Gattung Pittasoma mit zwei Arten.
Gattung Conopophaga
- Cearamückenfresser (Conopophaga cearae – vormals Unterart von C. lineata)
- Graurücken-Mückenfresser (Conopophaga peruviana)
- Olivgrauer Mückenfresser (Conopophaga ardesiaca)
- Östlicher Schwarzkopf-Mückenfresser (Conopophaga roberti)
- Rostbrust-Mückenfresser (Conopophaga aurita)
- Rotkehl-Mückenfresser (Conopophaga lineata)
- Roststirn-Mückenfresser (Conopophaga castaneiceps)
- Schwarzbrust-Mückenfresser (Conopophaga snethlageae)
- Rotscheitel-Mückenfresser (Conopophaga melanops)
- Weißbüschel-Mückenfresser (Conopophaga melanogaster)

Gattung Pittasoma
- Schwarzscheitel-Mückenfresser (Pittasoma michleri)
- Schwarzbrauen-Mückenfresser (Pittasoma rufopileatum)

In folgendem Kladogramm sind die Verwandtschaftsverhältnisse innerhalb der Familie Conopophagidae gemäß Batalha-Filho et al. (2014) dargestellt:
|  | Schwarzscheitel-Mückenfresser (P. michleri)   |
|  |                                               |
|  | Schwarzbrauen-Mückenfresser (P. rufopileatum) |
|  |                                               |

|  | Cearamückenfresser (C. cearae)          |
|  |                                         |
|  | Graurücken-Mückenfresser (C. peruviana) |
|  |                                         |

|  | Östlicher Schwarzkopf-Mückenfresser (C. roberti) |
|  |                                                  |
|  | Rotkehl-Mückenfresser (C. lineata)               |
|  |                                                  |

|  | Olivgrauer Mückenfresser (C. ardesiaca)   |
|  |                                           |
|  | Roststirn-Mückenfresser (C. castaneiceps) |
|  |                                           |

|  | Cearamückenfresser (C. cearae)          |
|  |                                         |
|  | Graurücken-Mückenfresser (C. peruviana) |
|  |                                         |

|  | Östlicher Schwarzkopf-Mückenfresser (C. roberti) |
|  |                                                  |
|  | Rotkehl-Mückenfresser (C. lineata)               |
|  |                                                  |

|  | Olivgrauer Mückenfresser (C. ardesiaca)   |
|  |                                           |
|  | Roststirn-Mückenfresser (C. castaneiceps) |
|  |                                           |

|  | Cearamückenfresser (C. cearae)          |
|  |                                         |
|  | Graurücken-Mückenfresser (C. peruviana) |
|  |                                         |

|  | Östlicher Schwarzkopf-Mückenfresser (C. roberti) |
|  |                                                  |
|  | Rotkehl-Mückenfresser (C. lineata)               |
|  |                                                  |

|  | Olivgrauer Mückenfresser (C. ardesiaca)   |
|  |                                           |
|  | Roststirn-Mückenfresser (C. castaneiceps) |
|  |                                           |

|  | Cearamückenfresser (C. cearae)          |
|  |                                         |
|  | Graurücken-Mückenfresser (C. peruviana) |
|  |                                         |

|  | Östlicher Schwarzkopf-Mückenfresser (C. roberti) |
|  |                                                  |
|  | Rotkehl-Mückenfresser (C. lineata)               |
|  |                                                  |

|  | Olivgrauer Mückenfresser (C. ardesiaca)   |
|  |                                           |
|  | Roststirn-Mückenfresser (C. castaneiceps) |
|  |                                           |

|  | Cearamückenfresser (C. cearae)          |
|  |                                         |
|  | Graurücken-Mückenfresser (C. peruviana) |
|  |                                         |

|  | Östlicher Schwarzkopf-Mückenfresser (C. roberti) |
|  |                                                  |
|  | Rotkehl-Mückenfresser (C. lineata)               |
|  |                                                  |

|  | Olivgrauer Mückenfresser (C. ardesiaca)   |
|  |                                           |
|  | Roststirn-Mückenfresser (C. castaneiceps) |
|  |                                           |

|  | Cearamückenfresser (C. cearae)          |
|  |                                         |
|  | Graurücken-Mückenfresser (C. peruviana) |
|  |                                         |

|  | Östlicher Schwarzkopf-Mückenfresser (C. roberti) |
|  |                                                  |
|  | Rotkehl-Mückenfresser (C. lineata)               |
|  |                                                  |

|  | Olivgrauer Mückenfresser (C. ardesiaca)   |
|  |                                           |
|  | Roststirn-Mückenfresser (C. castaneiceps) |
|  |                                           |

|  | Cearamückenfresser (C. cearae)          |
|  |                                         |
|  | Graurücken-Mückenfresser (C. peruviana) |
|  |                                         |

|  | Östlicher Schwarzkopf-Mückenfresser (C. roberti) |
|  |                                                  |
|  | Rotkehl-Mückenfresser (C. lineata)               |
|  |                                                  |

|  | Olivgrauer Mückenfresser (C. ardesiaca)   |
|  |                                           |
|  | Roststirn-Mückenfresser (C. castaneiceps) |
|  |                                           |

|  | Cearamückenfresser (C. cearae)          |
|  |                                         |
|  | Graurücken-Mückenfresser (C. peruviana) |
|  |                                         |

|  | Östlicher Schwarzkopf-Mückenfresser (C. roberti) |
|  |                                                  |
|  | Rotkehl-Mückenfresser (C. lineata)               |
|  |                                                  |

|  | Olivgrauer Mückenfresser (C. ardesiaca)   |
|  |                                           |
|  | Roststirn-Mückenfresser (C. castaneiceps) |
|  |                                           |

|  | Schwarzscheitel-Mückenfresser (P. michleri)   |
|  |                                               |
|  | Schwarzbrauen-Mückenfresser (P. rufopileatum) |
|  |                                               |

|  | Cearamückenfresser (C. cearae)          |
|  |                                         |
|  | Graurücken-Mückenfresser (C. peruviana) |
|  |                                         |

|  | Östlicher Schwarzkopf-Mückenfresser (C. roberti) |
|  |                                                  |
|  | Rotkehl-Mückenfresser (C. lineata)               |
|  |                                                  |

|  | Olivgrauer Mückenfresser (C. ardesiaca)   |
|  |                                           |
|  | Roststirn-Mückenfresser (C. castaneiceps) |
|  |                                           |

|  | Cearamückenfresser (C. cearae)          |
|  |                                         |
|  | Graurücken-Mückenfresser (C. peruviana) |
|  |                                         |

|  | Östlicher Schwarzkopf-Mückenfresser (C. roberti) |
|  |                                                  |
|  | Rotkehl-Mückenfresser (C. lineata)               |
|  |                                                  |

|  | Olivgrauer Mückenfresser (C. ardesiaca)   |
|  |                                           |
|  | Roststirn-Mückenfresser (C. castaneiceps) |
|  |                                           |

|  | Cearamückenfresser (C. cearae)          |
|  |                                         |
|  | Graurücken-Mückenfresser (C. peruviana) |
|  |                                         |

|  | Östlicher Schwarzkopf-Mückenfresser (C. roberti) |
|  |                                                  |
|  | Rotkehl-Mückenfresser (C. lineata)               |
|  |                                                  |

|  | Olivgrauer Mückenfresser (C. ardesiaca)   |
|  |                                           |
|  | Roststirn-Mückenfresser (C. castaneiceps) |
|  |                                           |

|  | Cearamückenfresser (C. cearae)          |
|  |                                         |
|  | Graurücken-Mückenfresser (C. peruviana) |
|  |                                         |

|  | Östlicher Schwarzkopf-Mückenfresser (C. roberti) |
|  |                                                  |
|  | Rotkehl-Mückenfresser (C. lineata)               |
|  |                                                  |

|  | Olivgrauer Mückenfresser (C. ardesiaca)   |
|  |                                           |
|  | Roststirn-Mückenfresser (C. castaneiceps) |
|  |                                           |

|  | Cearamückenfresser (C. cearae)          |
|  |                                         |
|  | Graurücken-Mückenfresser (C. peruviana) |
|  |                                         |

|  | Östlicher Schwarzkopf-Mückenfresser (C. roberti) |
|  |                                                  |
|  | Rotkehl-Mückenfresser (C. lineata)               |
|  |                                                  |

|  | Olivgrauer Mückenfresser (C. ardesiaca)   |
|  |                                           |
|  | Roststirn-Mückenfresser (C. castaneiceps) |
|  |                                           |

|  | Cearamückenfresser (C. cearae)          |
|  |                                         |
|  | Graurücken-Mückenfresser (C. peruviana) |
|  |                                         |

|  | Östlicher Schwarzkopf-Mückenfresser (C. roberti) |
|  |                                                  |
|  | Rotkehl-Mückenfresser (C. lineata)               |
|  |                                                  |

|  | Olivgrauer Mückenfresser (C. ardesiaca)   |
|  |                                           |
|  | Roststirn-Mückenfresser (C. castaneiceps) |
|  |                                           |

|  | Cearamückenfresser (C. cearae)          |
|  |                                         |
|  | Graurücken-Mückenfresser (C. peruviana) |
|  |                                         |

|  | Östlicher Schwarzkopf-Mückenfresser (C. roberti) |
|  |                                                  |
|  | Rotkehl-Mückenfresser (C. lineata)               |
|  |                                                  |

|  | Olivgrauer Mückenfresser (C. ardesiaca)   |
|  |                                           |
|  | Roststirn-Mückenfresser (C. castaneiceps) |
|  |                                           |

|  | Cearamückenfresser (C. cearae)          |
|  |                                         |
|  | Graurücken-Mückenfresser (C. peruviana) |
|  |                                         |

|  | Östlicher Schwarzkopf-Mückenfresser (C. roberti) |
|  |                                                  |
|  | Rotkehl-Mückenfresser (C. lineata)               |
|  |                                                  |

|  | Olivgrauer Mückenfresser (C. ardesiaca)   |
|  |                                           |
|  | Roststirn-Mückenfresser (C. castaneiceps) |
|  |                                           |